# Diócesis de Lincoln (antigua)
La diócesis de Lincoln (en latín: Dioecesis Lincolniensis y en inglés: Diocese of Lincoln) fue una circunscripción eclesiástica de la Iglesia católica en el Reino Unido. Se trataba de una diócesis latina, sufragánea de la arquidiócesis de Canterbury. Por el Acta de Supremacía del Parlamento de Inglaterra del 8 de mayo de 1559 fue convertida en la diócesis de Lincoln de la Iglesia de Inglaterra.

## Territorio y organización

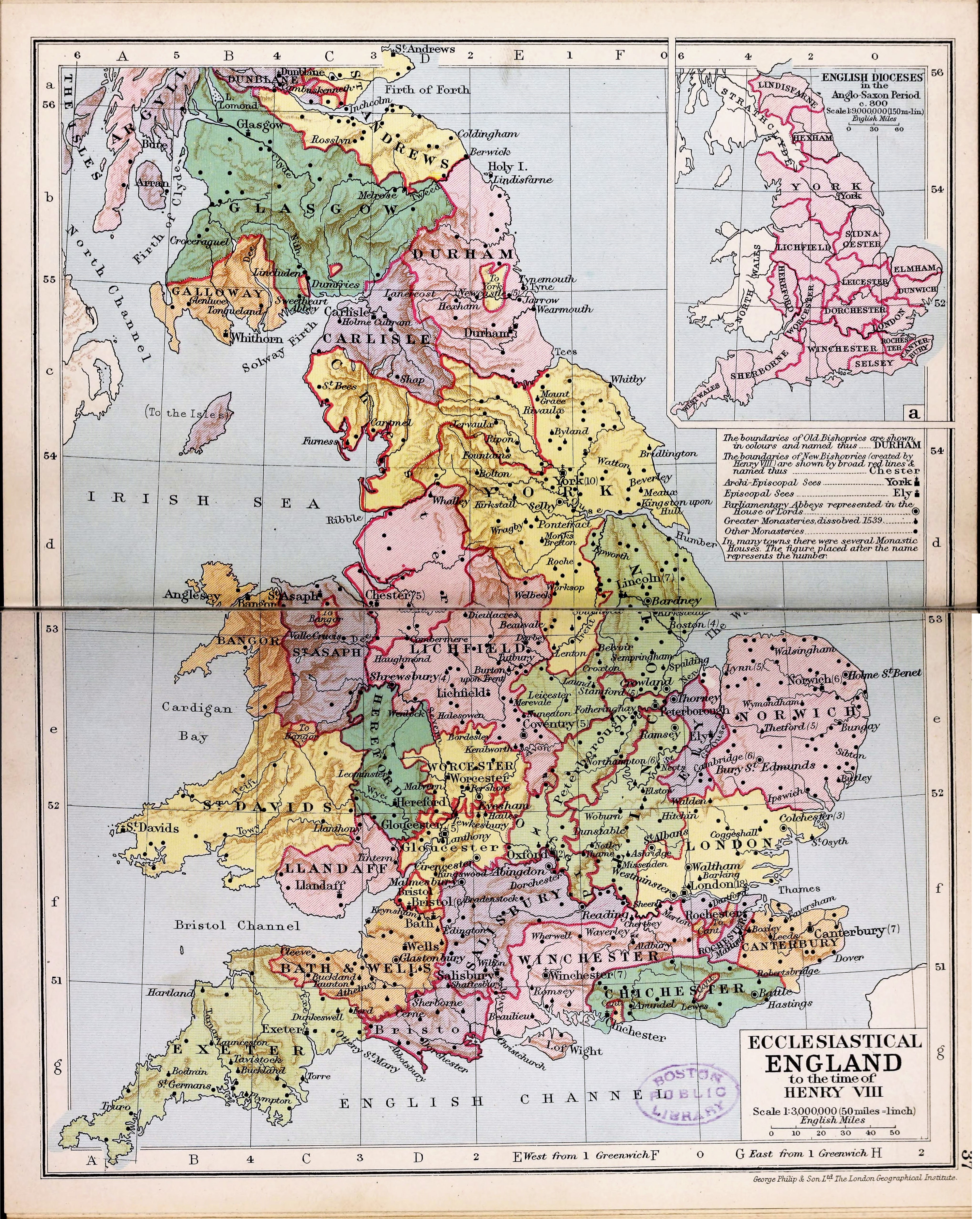
Mapa de las diócesis de Inglaterra

La diócesis extendía su jurisdicción sobre los fieles católicos de rito latino residentes en la región centro-oriental de Inglaterra. La diócesis era la más grande de Inglaterra, extendiéndose desde el río Támesis hasta el estuario del Humber.
La sede de la diócesis se encontraba en la ciudad de Lincoln en donde se halla la Catedral de la Santísima Virgen María, que desde la Reforma anglicana pertenece a la Iglesia de Inglaterra.
La diócesis estaba dividida en 8 arcedianatos: Lincoln, Huntingdon, Northampton, Leicester, Oxford, Buckingham, Bedford y Stow.

## Historia
Las diócesis anglosajonas de Lindsey y Leicester fueron erigidas hacia finales del siglo VII (c. 680), tomando su territorio de la diócesis de Lichfield (más tarde llamada diócesis de Coventry y Lichfield). Fueron incluidas en el vasto Reino de Mercia.
La diócesis de Lindsey tenía su sede en Sidnacester, una ubicación que aún hoy no está claramente identificada. Los autores hablan de cinco posibles identificaciones: Lincoln, Caistor, Louth, Horncastle y Stow, todas situadas en Lincolnshire.
Entre 869 y 888 la sede de Leicester fue trasladada a Dorchester (hoy en Oxfordshire) para escapar de la destrucción noruega. Alrededor de 971, la diócesis de Lindsey, vacante durante mucho tiempo debido a los trastornos causados por la devastación causada por los vikingos daneses (Danelaw), se unió a la de Dorchester. 
Después de la llegada de los normandos, el obispo Rémi de Fécamp trasladó la sede de la diócesis de Dorchester a Lincoln alrededor de 1078 (o 1072).
En 1108 cedió una porción de su territorio para la erección de la diócesis de Ely.

### Reforma anglicana
Luego de que el 23 de marzo de 1534 el papa Clemente VII excomulgara el rey Enrique VIII a causa de su divorcio de Catalina de Aragón, el 3 de noviembre de 1534 el Parlamento de Inglaterra aprobó el Acta de Supremacía de 1534
mediante la cual se declaraba que el rey era «only supreme head in earth of the Church of England, called Anglicana Ecclesia», acto formal mediante el cual la Iglesia católica de Inglaterra entraba en cisma con la Santa Sede, transformándose en una Iglesia nacional independiente. El 18 de diciembre de 1534 aprobó además la Ley de Traición que castigaba con la pena de muerte a quienes no aceptaran el Acta de Supremacía. El Parlamento de acuerdo con Enrique VIII emitió los Seis Artículos en agosto de 1539, por los que se mantuvo la liturgia católica-romana tradicional casi sin cambios en las doctrinas y prácticas de la nueva Iglesia nacional independiente de Inglaterra.
En la diócesis de Lincoln continuó siendo obispo John Longland, a pesar de sostener la doctrina católica tradicional y falleció el 7 de mayo de 1547.
En 1541 la diócesis cedió más porciones de territorio para la erección de las diócesis de Oxford y Peterborough (el 4 de septiembre de 1541). Dos diócesis erigidas por el rey Enrique VIII sin la autorización de Roma y que dejaron a la diócesis de Lincoln con dos fragmentos inconexos, norte y sur. Posteriormente, en tiempos de María la Católica, reconocidas por el papa. 
Tras la muerte de Enrique VIII el 28 de enero de 1547 lo sucedió su hijo Eduardo VI. Durante su reinado la Iglesia de Inglaterra llegó a ser teológicamente protestante. En Lincoln Henry Holbeach fue nombrado obispo el 1 de agosto de 1547, quien al parecer fue el primero de los obispos ingleses del período de la Reforma en contraer matrimonio. Falleció el 6 de agosto de 1551 y fue remplazado por John Taylor, nombrado el 26 de junio de 1552.
Tras la muerte de Eduardo VI el 6 de julio de 1553 ascendió al trono la católica María I Tudor, quien por ley del Parlamento del 12 de noviembre de 1554 derogó el Acta de Supremacía y luego se abolió toda la legislación religiosa aprobada contra el papado a partir de 1529. En la sede de Lincoln el obispo John Taylor fue destituido el 15 de marzo de 1554 y nombrado el católico John White, quien fue consagrado con la aprobación papal el 1 de abril de 1554. El 6 de julio de 1556 fue nombrado obispo de Winchester y en su remplazo fue designado Thomas Watson el 24 de mayo de 1557, siendo el último obispo de Lincoln en comunión con la Santa Sede.
El 17 de noviembre de 1558 falleció la reina María y fue sucedida por Isabel I, quien con otra Acta de Supremacía del 8 de mayo de 1559 restauró la independencia de la Iglesia anglicana y rompió definitivamente con la Santa Sede. Desde entonces la diócesis de Lincoln es parte de la Iglesia de Inglaterra. El obispo Thomas Watson fue arrestado, enviado a la Torre de Londres el 3 de abril de 1559 y destituido el 26 de junio de 1559 tras ser condenado a prisión perpetua. Nicholas Bullingham fue designado el 25 de noviembre de 1559, iniciando la lista de obispos anglicanos de la diócesis de Lincoln.

## Episcopologio

### Obispos de Leicester
- Cuthwine † (circa 680-?)
- San Wilfredo † (692-705/706 renunció o nombrado obispo de Hexham)
- Headda †
- Aldwine † (?-737 falleció)
- Torhthelm † (circa 737-circa 764 falleció)
- Eadbeorht † (764-796 falleció)
- Unwona † (796-835 falleció)
- Wernbeorht † (circa 835/840-850 falleció)
- Ceolred † (850)
- Hræthhun † (850-860 falleció)
- Ealdred † (circa 860-873 falleció)
- Ceobred † (873-885 falleció)

### Obispos de Dorchester
- Ealhard † (circa 886-después de 897 falleció)
- Coenwulf † (905-?)
- Winsy † (mencionado entre 909 y 926)
- Wulstan †
- Oscytel † (950-956 o 957 nombrado arzobispo de York)
- Leofwine † (958-circa 959 falleció)
- Alfnoth † (960-968 falleció)
- Aescwig (Aeswius) † (circa 978 consagrado-?)
- Aelfhelm † (circa 996-1002)
- Eadnoth I † (1004-1016 falleció)
- Aethelric † (1016-1034 falleció)
- Eadnoth II † (1034-1049 falleció)
- Wulfwig † (1050-1067 falleció)

### Obispos de Lincoln
- Rémi de Fécamp † (1067-7 de mayo de 1092 falleció)
- Robert Bloet † (1093 o 1094 consagrado-9 de enero de 1123 falleció)
- Alessandro † (22 de julio de 1123 consagrado-20 de julio de 1148 falleció)
- Robert de Chesney † (19 de diciembre de 1148 consagrado-26 de enero de 1168 falleció)
  - Sede vacante (1168-1173)
  - Goffredo Plantageneto † (mayo de 1173-6 de enero de 1182 renunció) (obispo electo)
- Walter de Coutances † (3 de julio de 1183 consagrado-17 de diciembre de 1184 nombrado arzobispo de Ruan)
- San Hugo † (21 de septiembre de 1186 consagrado-17 de noviembre de 1200 falleció)
- William de Blois † (24 de agosto de 1203-10 de mayo de 1206 falleció)
- Hugh of Wells † (21 de junio de 1209-8 de febrero de 1235 falleció)
- Roberto Grossatesta † (3 de junio de 1235-10 de octubre de 1253 falleció)
- Henry of Lexington † (17 de mayo de 1254-8 de agosto de 1258 falleció)
- Richard of Gravesend † (3 de noviembre de 1258-18 de diciembre de 1279 falleció)
- Oliver Sutton † (19 de mayo de 1280-13 de noviembre de 1299 falleció)
- John Dalderby † (12 de junio de 1300-12 de enero de 1320 falleció)
- Henry Burghersh † (27 de mayo de 1320-4 de diciembre de 1340 falleció)
- Thomas Bek † (26 de junio de 1342-2 de febrero de 1347 falleció)
- John Gynwell † (23 de marzo de 1347-5 de agosto de 1362 falleció)
- John Bokyngham † (5 de abril de 1363-10 de marzo de 1398 falleció)
- Henry Beaufort † (1 de junio de 1398-19 de noviembre de 1404 nombrado obispo de Winchester)
- Philip Repyngdon † (19 de noviembre de 1404-10 de octubre de 1419 renunció)
- Richard Fleming † (20 de noviembre de 1419-25 de enero de 1431 falleció)
- William Gray I † (30 de abril de 1431-de febrero de 1436 falleció)
- William Alnwick † (19 de septiembre de 1436-5 de diciembre de 1449 falleció)
- Marmaduke Lumley † (28 de enero de 1450-1450 falleció)
  - William Gray II † (23 de diciembre de 1450-? renunció) (obispo electo)
- John Chadworth † (5 de mayo de 1452-23 de noviembre de 1471 falleció)
- Thomas Rotherham † (8 de enero de 1472-7 de julio de 1480 nombrado arzobispo de York)
- John Russell † (7 de julio de 1480-30 de diciembre de 1494 falleció)
- William Smyth † (6 de noviembre de 1495-2 de enero de 1514 falleció)
- Thomas Wolsey † (6 de febrero de 1514-15 de septiembre de 1514 nombrado arzobispo de York)
- William Atwater † (15 de septiembre de 1514-4 de febrero de 1521 falleció)
- John Longland † (20 de marzo de 1521-3 de noviembre de 1534 pasó a ser cismático anglicano al aprobarse el Acta de Supremacía)
  - John Longland † (3 de noviembre de 1534-7 de mayo de 1547 falleció) (obispo cismático anglicano)
  - Henry Holbeach † (1 de agosto de 1547-6 de agosto de 1551 falleció) (obispo cismático anglicano)
  - John Taylor † (26 de junio de 1552-15 de marzo de 1554 destituido) (obispo cismático anglicano)
- John White † (1 de abril de 1554 consagrado-6 de julio de 1556 nombrado obispo de Winchester)
- Thomas Watson † (24 de marzo de 1557-26 de junio de 1559 destituido).[nota 2]